# 回向院

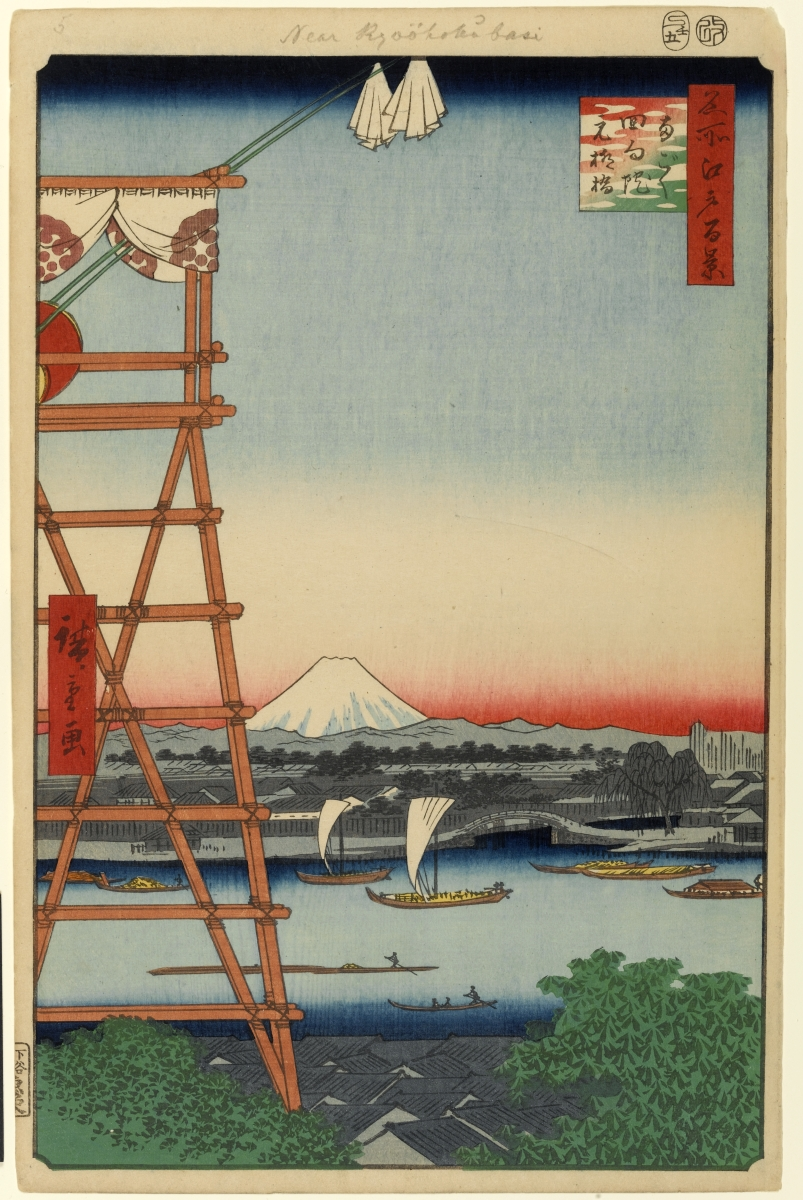
両ごく回向院元柳橋（歌川広重「名所江戸百景」のうち）

回向院（えこういん）は、東京都墨田区両国二丁目にある浄土宗の寺院、および過去にその別院であった東京都荒川区南千住五丁目にある寺院。

## 両国回向院
東京都墨田区両国二丁目にある寺。山号は諸宗山。正称は諸宗山（一時期、国豊山と称す）無縁寺回向院。墨田区本所地域内に所在していることから「本所回向院」とも呼ばれている。
振袖火事（ふりそでかじ）と呼ばれる明暦の大火（1657年（明暦3年））の焼死者10万8千人を幕命（当時の将軍は徳川家綱）によって葬った万人塚が始まり。のちに安政大地震をはじめ、水死者や焼死者・刑死者など横死者の無縁仏も埋葬する。
あらゆる宗派だけでなく人、動物すべての生あるものを供養するという理念から、軍用犬・軍馬慰霊碑や「猫塚」「唐犬八之塚」「オットセイ供養塔」「犬猫供養塔」「小鳥供養塔」、邦楽器商組合の「犬猫供養塔」（三味線の革の供養）など、さまざまな動物の慰霊碑、供養碑、ペットの墓も多数ある。江戸三十三所観音参りの第4番札所であり、この馬頭観世音菩薩も徳川家綱の愛馬を供養したことに由来している。
1793年（寛政5年)、老中・松平定信の命によって造立された「水子塚」は、水子供養の発祥とされている。2月第一土曜日14時から水子塚の前にて水子総供養を、その他は隔月毎に本堂にて水子供養を行っている。
著名人の墓として、山東京伝、竹本義太夫、鼠小僧次郎吉など。参拝客のために両国橋が架けられた。
1768年（明和5年）以降には、境内で勧進相撲が興行された。これが今日の大相撲の起源となり、1909年（明治42年）旧両国国技館が建てられるに至った。国技館建設までの時代の相撲を指して「回向院相撲」と呼ぶこともある。1936年（昭和11年）1月には大日本相撲協会が物故力士や年寄の霊を祀る「力塚」を建立した。
六基の石造海難供養碑があり墨田区の登録文化財となっている。

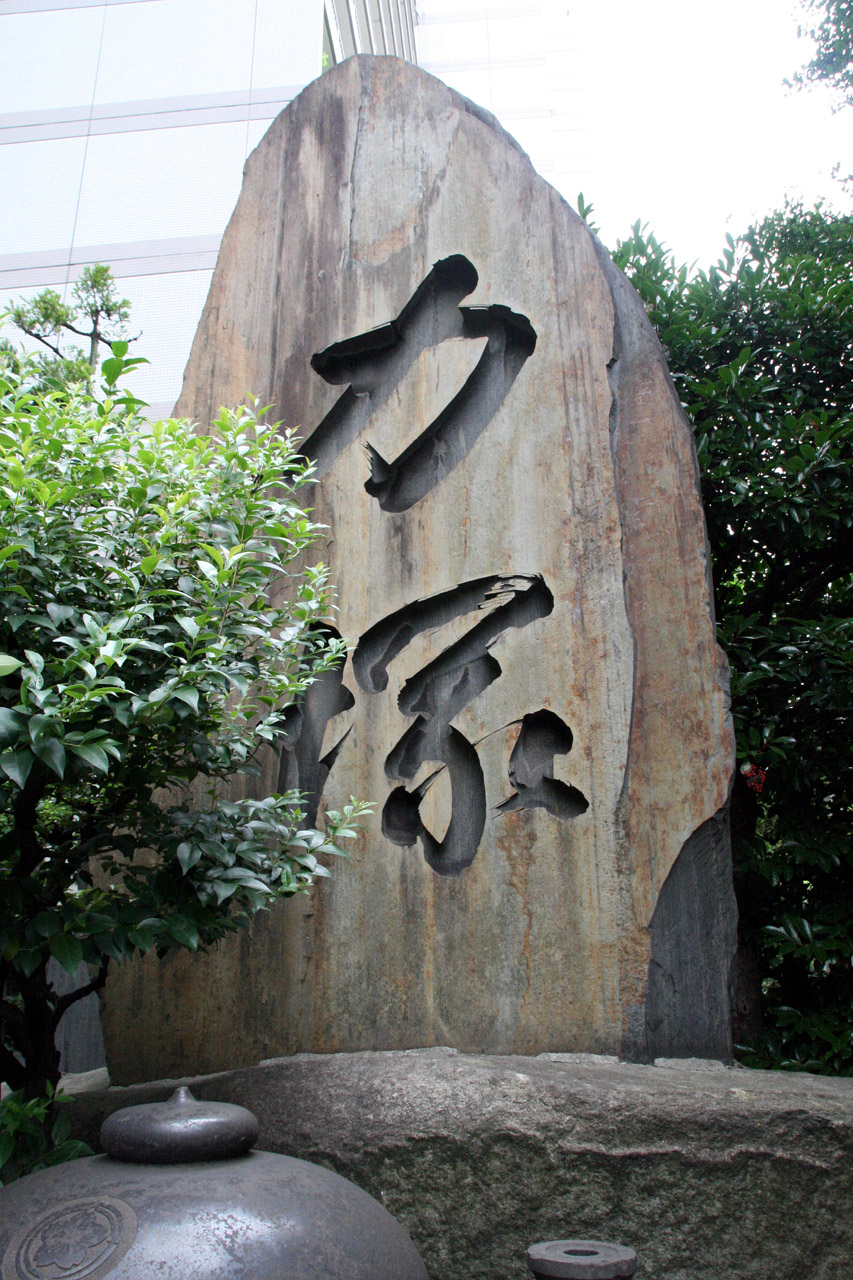
力塚（両国）
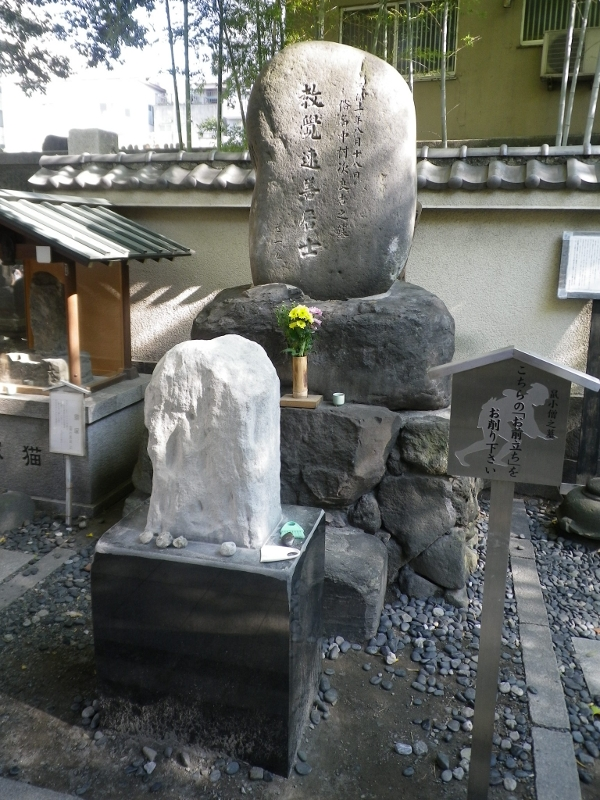
鼠小僧墓（両国）
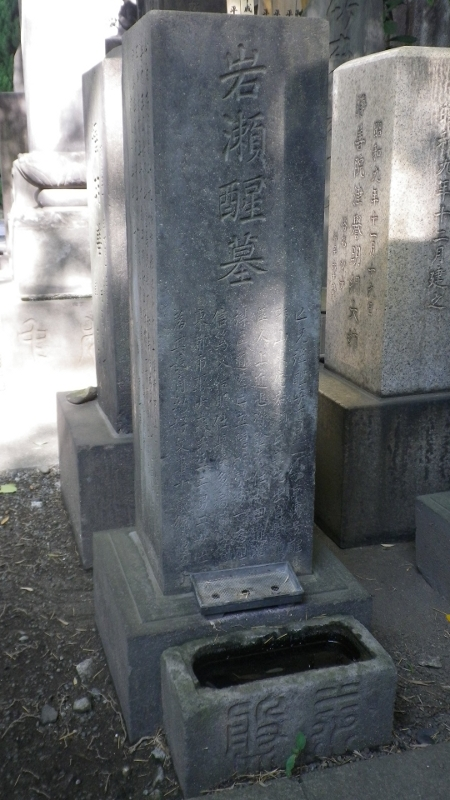
山東京伝墓（両国）
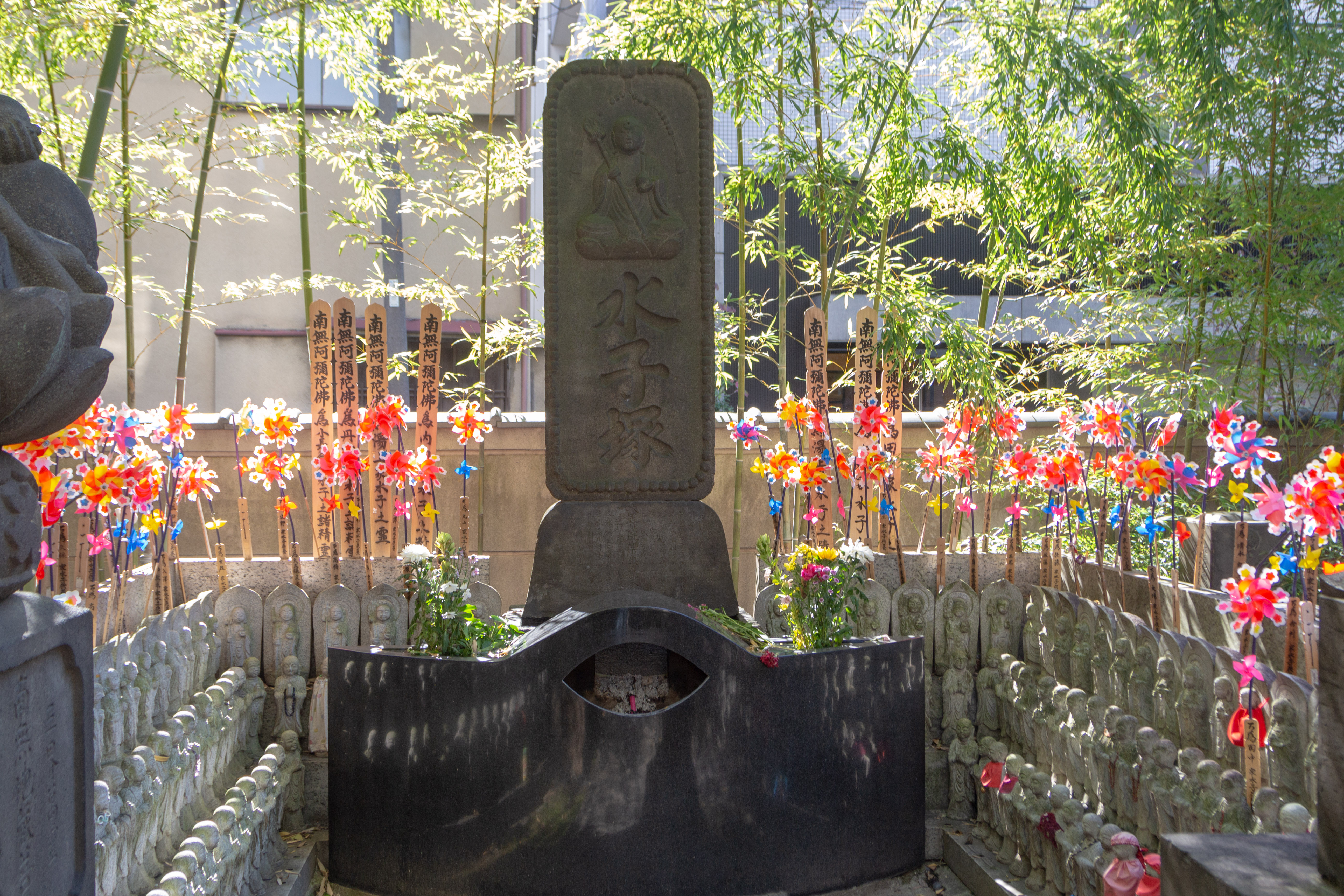
水子塚(両国)
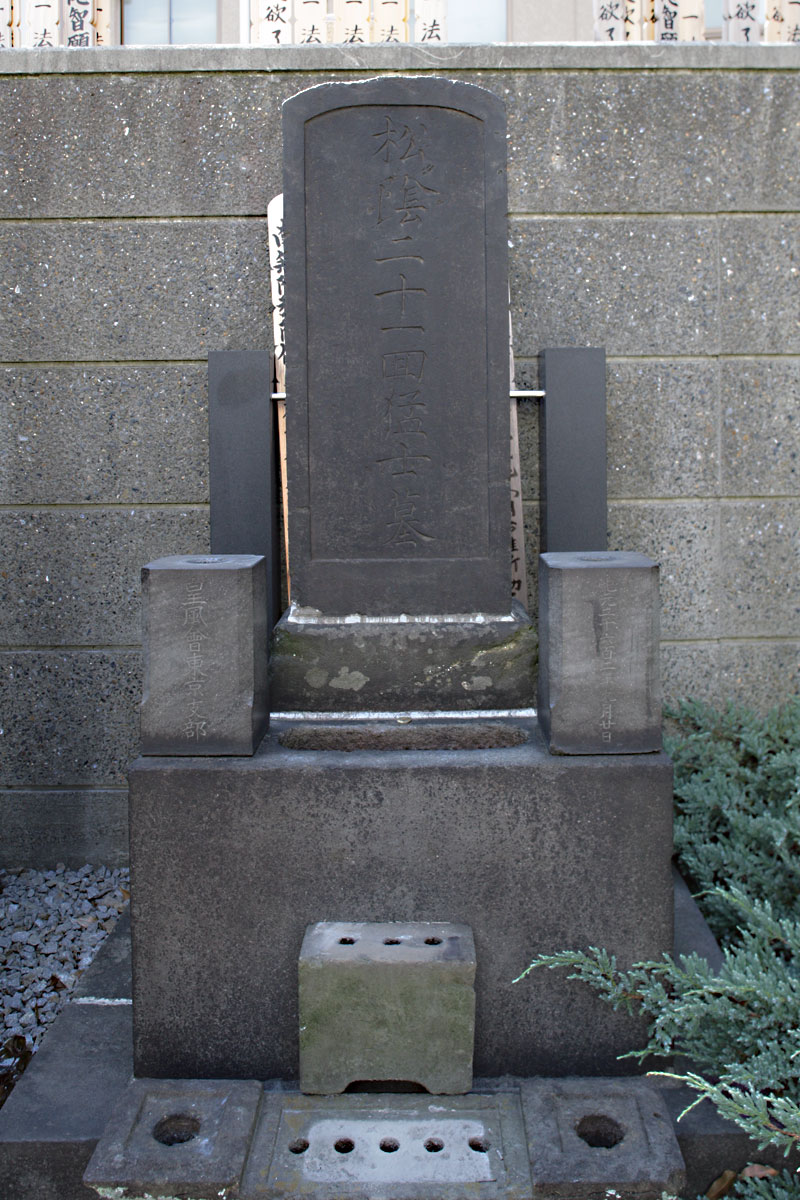
吉田松陰墓（南千住）

また、千葉県の市川市国府台と八千代市上高野に別院が建立されている。市川別院は浅草松葉町（現在の松が谷）にあった別院・源光寺が関東大震災による焼失を受けて郊外の市川に移転したものである。
2013年に同寺院に建てられた念仏堂が、2016年度グッドデザイン賞受賞。

## 南千住回向院
東京都荒川区南千住五丁目にある寺で、過去は両国回向院の別院。現在は独立して正称は豊国山（ほうこくさん）回向院。小塚原回向院とも。
1651年（慶安4年）に新設された小塚原（こづかっぱら、こづかはら）刑場での刑死者を供養するため、1667年（寛文7年）に本所回向院の住職弟誉義観（ていよ・ぎかん）が常行堂を創建したことに始まる。
この寺には、安政の大獄により刑死した橋本左内・吉田松陰・頼三樹三郎ら、「毒婦」と云われた高橋お伝、鼠小僧などの歴史上の有名人物が葬られている。他には、二・二六事件首謀者の一人である磯部浅一や、プロレスラーカール・ゴッチの墓がある。
1771年（明和8年）に蘭学者杉田玄白・中川淳庵・前野良沢らが刑死者の解剖（腑分け／ふわけ）に立ち合ったことを記念した観臓記念碑（建立は1922年）がある。
戦後の代表的な誘拐事件の通称「吉展ちゃん事件（1963年）」の犠牲者村越吉展（当時4歳）の供養のために建立された「吉展地蔵尊（よしのぶじぞうそん）」がこの寺の入り口にある。（荒川区の円通寺にも「吉展地蔵尊」がある。）
この寺は常磐線沿線にあり、鉄道敷設の際に南北に分断される。その後分断された南側部分が独立して延命寺となる。
延命寺敷地内には3.6m余の延命地蔵尊（俗称は首切り地蔵）がある。（2011年3月11日に起きた震災で左上腕部分接合部が破損したが、翌年修復された）。
2006年に全改装工事済（会館・永代供養塔の新設及び墓地内改装）

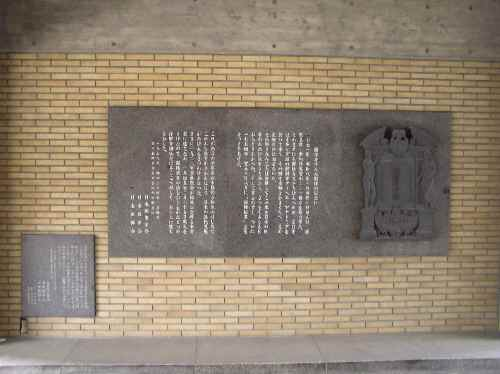
観臓記念碑
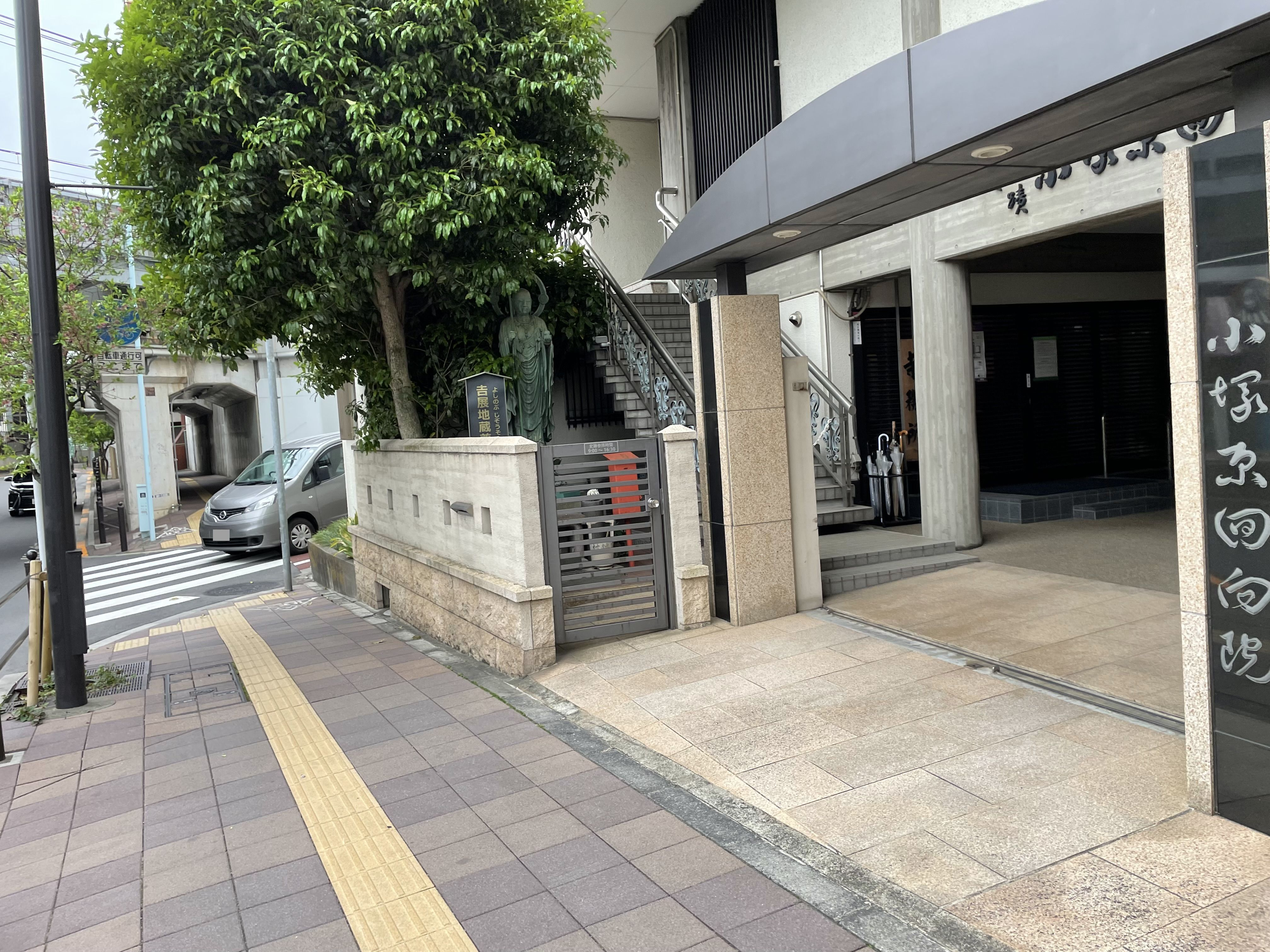
吉展地蔵尊